# Garchizy
Garchizy este o comună în departamentul Nièvre din centrul Franței. În 2009 avea o populație de 3.698 de locuitori.

## Evoluția populației
| An        | 1975  | 1982  | 1990  | 1999  | 2006  | 2009  |
| --------- | ----- | ----- | ----- | ----- | ----- | ----- |
| Populație | 3.711 | 3.612 | 3.939 | 3.819 | 3.650 | 3.698 |